# 鲍科尼·彼得
鲍科尼·彼得（匈牙利語：Bakonyi Péter，1938年2月17日—），匈牙利男子击剑运动员。他曾代表匈牙利参加1964年、1968年和1972年夏季奥林匹克运动会击剑比赛，共获得二枚铜牌。